# Surgeon General of the United States Army
Le Surgeon General of the United States Army est le chef des services de santé de l'US Army. Il est le premier officier de l'Army Medical Department (AMEDD). De par sa fonction, il est l'officier commandant l'U.S. Army Medical Command (MEDCOM) aussi bien que de l'AMEDD. Son administration, qui porte le nom d´Office of the Surgeon General (OTSG), se trouve à Falls Church en Virginie. Les services de santé de l'Armée continentale sont créés le 27 juillet 1775. À cette époque, son chef portait le titre de Chief physician and director general (médecin chef et directeur général). L'appellation actuelle remonte au Reorganization Act du 14 avril 1818.